# Русско-турецкая война (1735—1739)
Русско-турецкая война 1735—1739 (тур. 1735-1739 Osmanlı-Rus Savaşı), с 1737 года — Русско-австро-турецкая война, — война между Российской (в союзе со Священной Римской Империей) и Османской империями, вызванная возросшими противоречиями в связи с Войной за польское наследство, а также с продолжавшимися набегами крымских татар на Новороссию.
Помимо этого, война с Османской империей (Турцией) соответствовала долгосрочной стратегии России по обретению выхода к Чёрному морю.

## Причины войны
Российская империя при императрице Анне Иоанновне продолжала в 1730-е годы преследовать стратегические цели Петра Великого, заключавшиеся в продвижении границ империи до берегов Черного моря. Это обещало расширение возможностей черноморской и средиземноморской торговли.
Непосредственно война 1735—1739 годов явилась следствием российско-турецких противоречий, обострившихся в связи с Войной за польское наследство и усилившимися набегами крымских татар. Согласно Гянджинскому трактату, чтобы избежать конфликта с Персией, в марте 1735 года русские войска оставили прикаспийские области, в мае 1735 года сдали Дербент персидскому султану Ферудину. Жители приморского Дагестана, чтобы не попасть под иранское владычество, стали уходить в горы. Решив воспользоваться ситуацией, Османская империя, враждовавшая с Персией, объявила себя покровительницей мусульманских народов Кавказа, стремясь привести Кабарду, дагестанских князей и чеченские общины под владычество Крымского ханства, вассала Османской империи.
Вторжение крымских войск хана Каплан Герая I в Кабарду, Чечню, Дагестан и гребенские станицы летом 1735 года, нарушившее условия Константинопольского договора 1724 года о мире с Турцией, стало одной из основных причин начала русско-турецкой войны. Также, по Гянджинскому трактату, Россия, как союзник Персии, была обязана объявить войну Османам (Турции), вступившей в конфликт с Персией.
Тогда же султан Ахмед III был свергнут и на престол возведён его племянник Махмуд I. В Константинополе началась смута и русский резидент в Константинополе И. И. Неплюев и его помощник А. А. Вешняков требовали от правительства в скорейшее время начать подготовку к войне с турками, которая, по их мнению, скоро должна произойти. Неплюев скоро был отозван в Петербург, послом остался Вешняков. В Петербурге большинство правительственных лиц стояло за безотлагательную войну, и в 1735 году граф А. И. Остерман указывал в письме к великому визирю ряд нарушений со стороны Порты мирных условий, просил высылки уполномоченных на границу для устранения недоразумений. Уполномоченные не были высланы, и Россия сочла условия мира нарушенными.
Иные причины были у Габсбургов. После венецианско-австрийско-турецкой войны (1714—1718) они отвоевали Банат и Белград у османов по Пожаревацкому договору. Но в Войне за польское наследство (1733—1735/1738) им пришлось смириться с большими территориальными потерями, особенно в Италии. Император Карл VI поэтому надеялся завоевать новые страны в новой войне против Османской империи, чтобы компенсировать ими прежние потери. Вторая причина заключалась в том, что Габсбурги хотели помешать Российской Империи слишком далеко распространить своё влияние на Балканы. Также оправданием для вступления в войну в 1737 году был союз 1726 года с Россией, сформированный во время кризиса англо-испанской войны (1727—1729), который обязывал Габсбургов предоставить России не менее 30 000 имперских солдат.

## Кампания 1735 года
В июне 1735 года для войны с Османской империей был вызван из Польши генерал-фельдмаршал Б. К. Миних, который разработал план нападения на Крым. Командовать походом на Крым было поручено генерал-поручику М. И. Леонтьеву (Миних заболел и не мог командовать армией). Воспользовавшись уходом крымскотатарской армии в Дагестан, и имея под своим начальством до 30 тысяч солдат, Леонтьев осенью вступил в черноморские земли, но вследствие рано наступивших холодов, недостатка воды и фуража пришлось, не добравшись до Крыма, возвратиться, потеряв около 9 тыс. человек и почти столько же лошадей. Вслед за тем Леонтьев был заменён фельдмаршалом Минихом, энергично принявшимся за приготовления к новому походу, который и начался ранней весной 1736 года.

## Кампания 1736 года

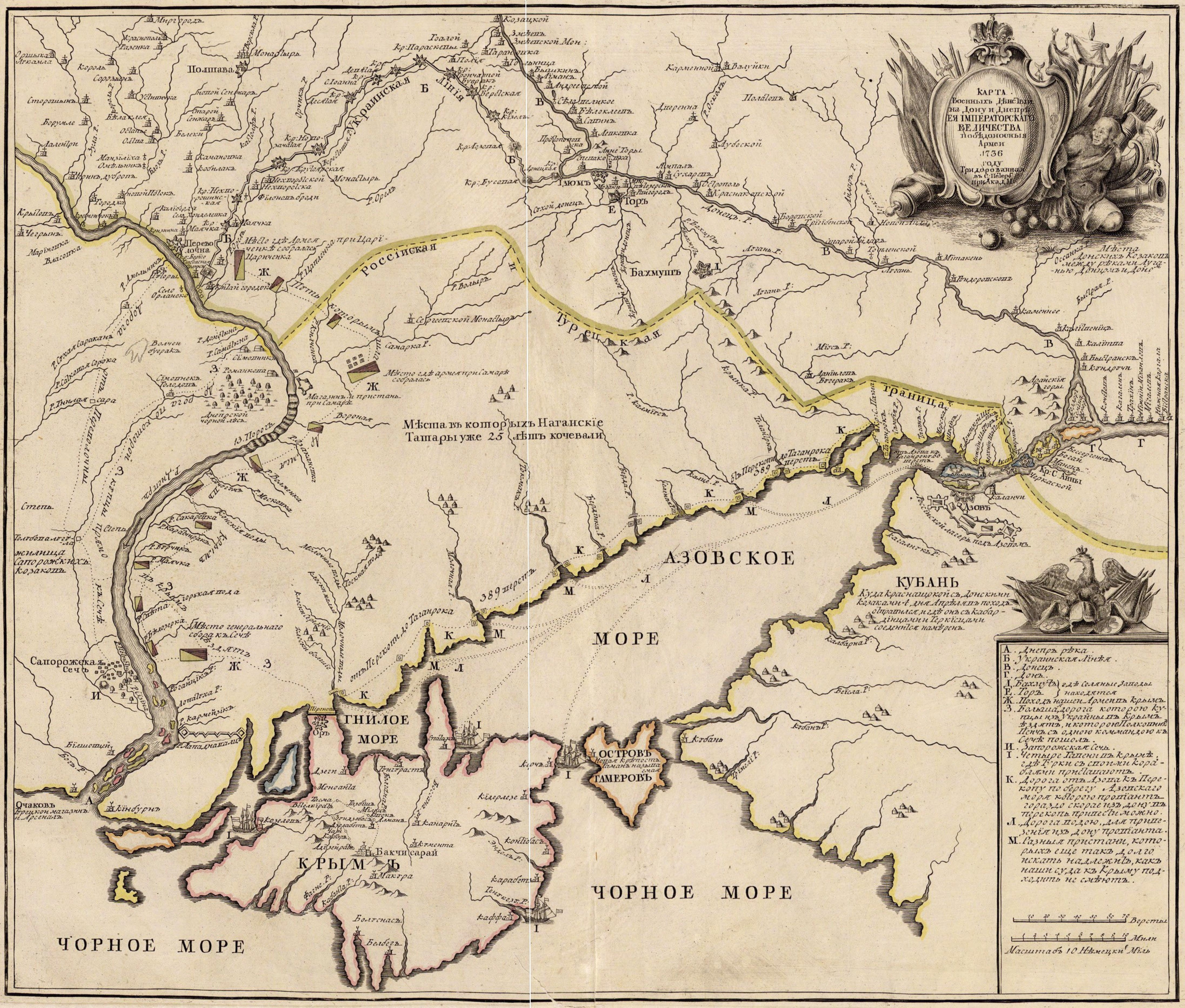
Кампания русских войск в 1736 году

Армия была разделена на две части: главной назначено спуститься по Днепру и занять Крым; другой же части — идти от Изюма к Азову. При последней сначала находился сам Миних. Неожиданно явившись перед Азовом, он захватил две османские каланчи и с немногочисленными потерями овладел крепостью Лютик, а по прибытии генерала В. Я. Левашова с подкреплениями сдал ему начальство и сам отправился к главной армии.
Хотя по прибытии Миниха в Царичанку 18 (29) апреля оказалось, что войско ещё в неполном сборе, но это не воспрепятствовало ему немедленно выступить в поход с имеющейся армией. Русская армия 19 мая (30 мая) дошла до Перекопа и 21 мая (1 июня) взяла его штурмом.
Выдвинув затем особый отряд под начальством генерала Леонтьева к Кинбурну, Миних вступил в Крым и дошёл до Бахчисарая. Войска крымского хана, отступая, использовали тактику «выжженной земли», уводя население, уничтожая запасы продовольствия и фуража на пути русской армии, отравляли колодцы, нападали на отряды фуражиров. План Миниха, состоявший в том, что армия, находясь на неприятельской земле, должна снабжаться продовольствием за счёт татар, провалился. Конница татар беспокоила русские отряды. 29 мая (9 июня) русская разведка обнаружила, что татарская конница расположилась лагерем всего в 12 верстах от русской армии. Ночью 30 мая (10 июня) Миних устроил нападение на лагерь крымского хана. Татарам удалось избежать поражения, но действия Миниха так напугали татар, что они больше не рисковали нападать на русскую армию до самого Бахчисарая. Не желая оставлять в тылу порт Кезлев (совр. Евпатория), по которому турки могли снабжать татарское войско, Миних обманным манёвром 5 (16) июня без боя занял город, где удалось захватить значительные запасы продовольствия и других припасов. Кезлев был разграблен и сожжён, затем русская армия выступила к Бахчисараю. Миних разграбил и сжёг ханскую столицу, которая была взята после тяжёлого боя 17 (28) июня 1736 года, вместе с ханским дворцом. Полное изнурение войск из-за начавшейся эпидемии, недостатка продовольствия, фуража и воды, заставило его уже 17 (28) июля вернуться в Перекоп, по пути разоряя и сжигая все встреченные селения, где он получил известие о занятии Кинбурна без боя.
28 августа (8 сентября) русские войска, разорив перекопские укрепления, выступили в обратный поход и 27 сентября (8 октября) прибыли в Самару. Вслед за тем и оставленный у Перекопа для прикрытия обратного движения войск отряд генерала Шпигеля отошёл к Бахмуту.

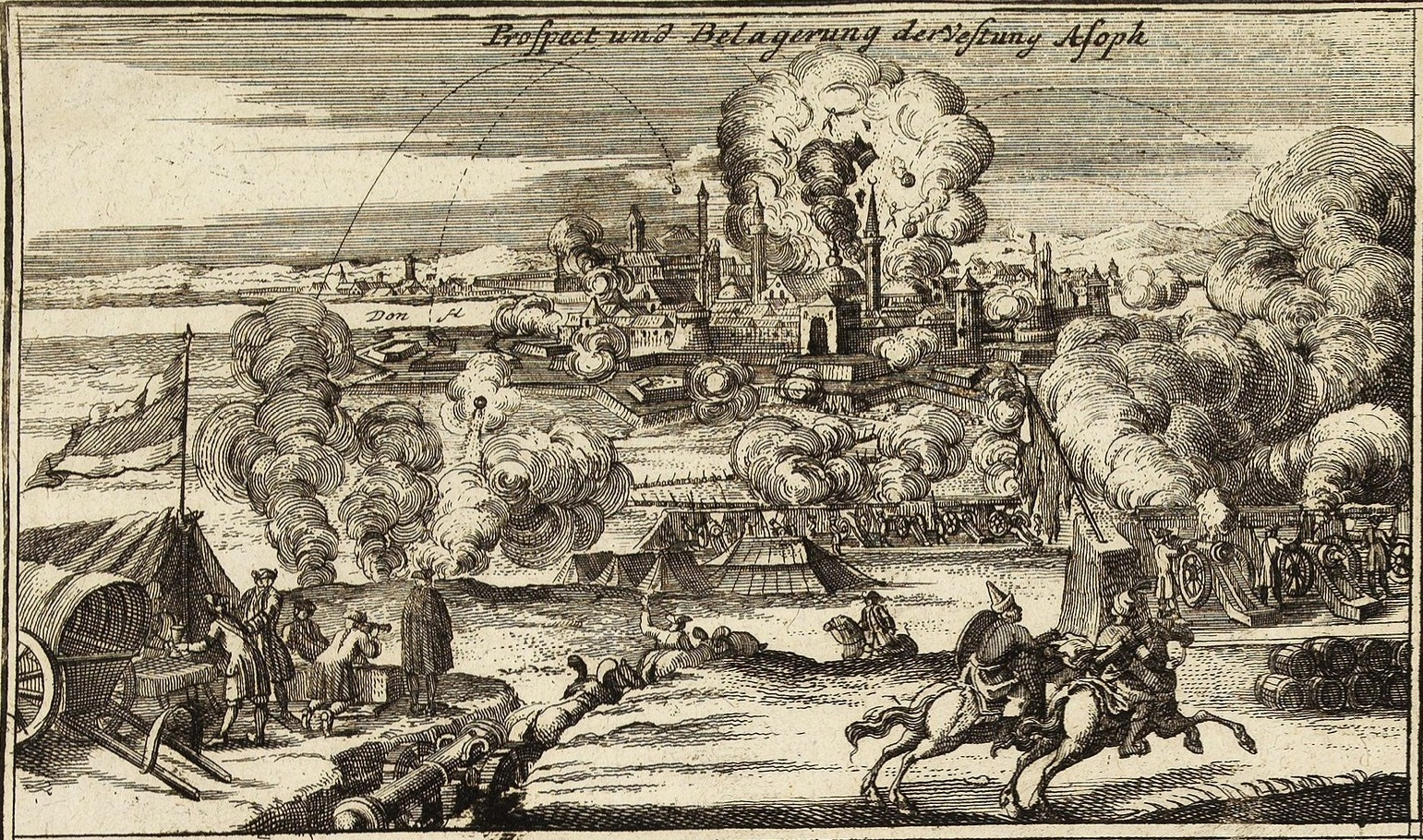
Изображение осады Азова в 1736 году

Между тем, прибывший ещё в начале мая на театр войны и назначенный начальником осадного корпуса под Азовом фельдмаршал П. П. Ласси успел овладеть этой крепостью.
Действия русских войск возбудили негодование в Стамбуле, однако османское правительство, озабоченное известиями о союзе России с Австрией, не предпринимало в течение 1736 года ничего решительного. Всего кампания 1736 года стоила России около 30 тысяч человек (боевые потери составили менее 7 %).
В конце октября 1736 года крупный татарский отряд проник за Украинскую линию между крепостями Св. Михаила и Слободской, рассыпался на мелкие «партии» и начал грабить окрестные селения. Турецкий историк Мехмед Субхи с торжеством писал, что «добыча, награбленная в этот набег, была так велика, что ни языком пересказать, ни пером описать нельзя».

## Кампания 1737 года

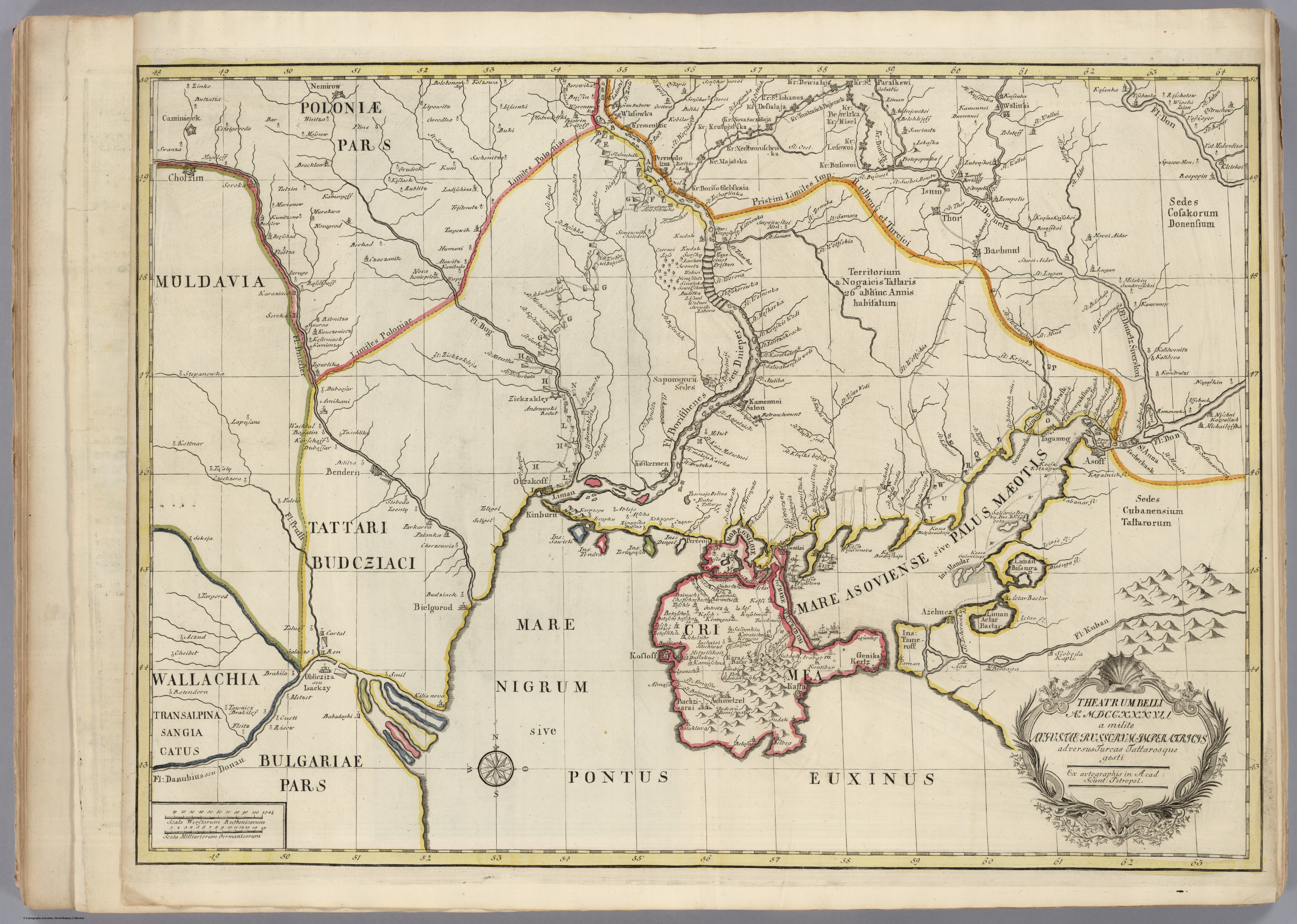
Театр военных действий в 1737 году. Маршруты походов русских армий к Очакову и Карасубазару.

Благодаря успехам русской армии в кампании 1736 года, в конфликт вмешалась Австрия. Зимой 1737 года австрийские дипломаты предложили посредничество в заключении мира на условиях отмены Прутского договора 1711 года и восстановления условий Константинопольского мира 1700 года. После длительных согласований и ультиматума австрийской стороны, Порта согласилась начать переговоры. Тем не менее, это не помешало Австрии объявить в июле 1737 года войну Турции. 12 июля имперские войска (80 000 человек, 36 000 лошадей, 50 000 ополченцев), первоначально под командованием Франца I Стефана Лотарингского, мужа Марии Терезии, пересекли границу с Османской империей. Главная армия под командованием фельдмаршала Фридриха Генриха фон Зекендорфа в начале августа заняла Ниш, вспомогательный корпус под командованием фельдмаршала графа Георга Оливье фон Валлиса занял часть Валахии, а еще один корпус под командованием принца Йозефа фон Хильдбургхаузена осадил Баню-Луку. Последний корпус, однако, был вынужден отступить за Саву после поражения в битве 4 августа. Отряд под командованием Людвига Андреаса фон Хевенхюллера был отправлен из главной армии для взятия Видина. Однако гарнизон крепости был усилен, и поэтому после Радуевацкого сражения (28 сентября 1737 г.) отряд отошел за Дунай под Оршову. Там он соединился с корпусом графа Валлиса, эвакуировавшего Валахию, потому что тот думал, что больше не сможет удерживать ее после ухода имперских войск из Тимока (около Видина).
В феврале татары перебрались через Днепр выше Переволочны, причём по пути они напали на маленький отряд генерала Ю. Ф. Лесли и перебили его. Сам генерал погиб, а его сын попал в плен). Готовясь к новому походу Миних приказал снять с вооружения солдат пехотных полков шпаги, справедливо замечая, что пехотинец, «имея фузею со штыком, шпагой никогда не обороняется», а шпага — лишний вес на марше.
Для отвлечения внимания осман поручено было калмыцкому хану Дондук-Омбо при содействии донских казаков произвести набег на Кубань, в земли ногайцев; а между тем Миних, усилив свою армию до 70 тысяч, в конце апреля переправился через Днепр и двинулся к Очакову. 2 (13) июля крепость Очаков была взята, и в ней оставлен русский гарнизон под начальством Ф. фон Штофельна.
Другая русская армия (около 40 тысяч), предводимая фельдмаршалом П. П. Ласси, двинулась с Дона к Азовскому морю; затем, наступая по Арабатской косе, переправилась через Сиваш против устья реки Салгир и вторглась в Крым. При этом весьма важное содействие ей оказал начальник Азовской флотилии, вице-адмирал П. П. Бредаль, доставивший к Арабатской косе разные запасы и продовольствие. 23 июля в сражении на реке Салгир русские разбили передовой 15-тысячный конный отряд (татары потеряли не более 600 человек убитыми и ранеными, русские потери не значительны), 25 июля выиграли ещё один бой после чего взяли и разорили Карасубазар. Однако ввиду оторванности от баз продовольствия и эпидемии в войсках, русская армия покинула полуостров, повторно разорив на обратном пути Перекоп.

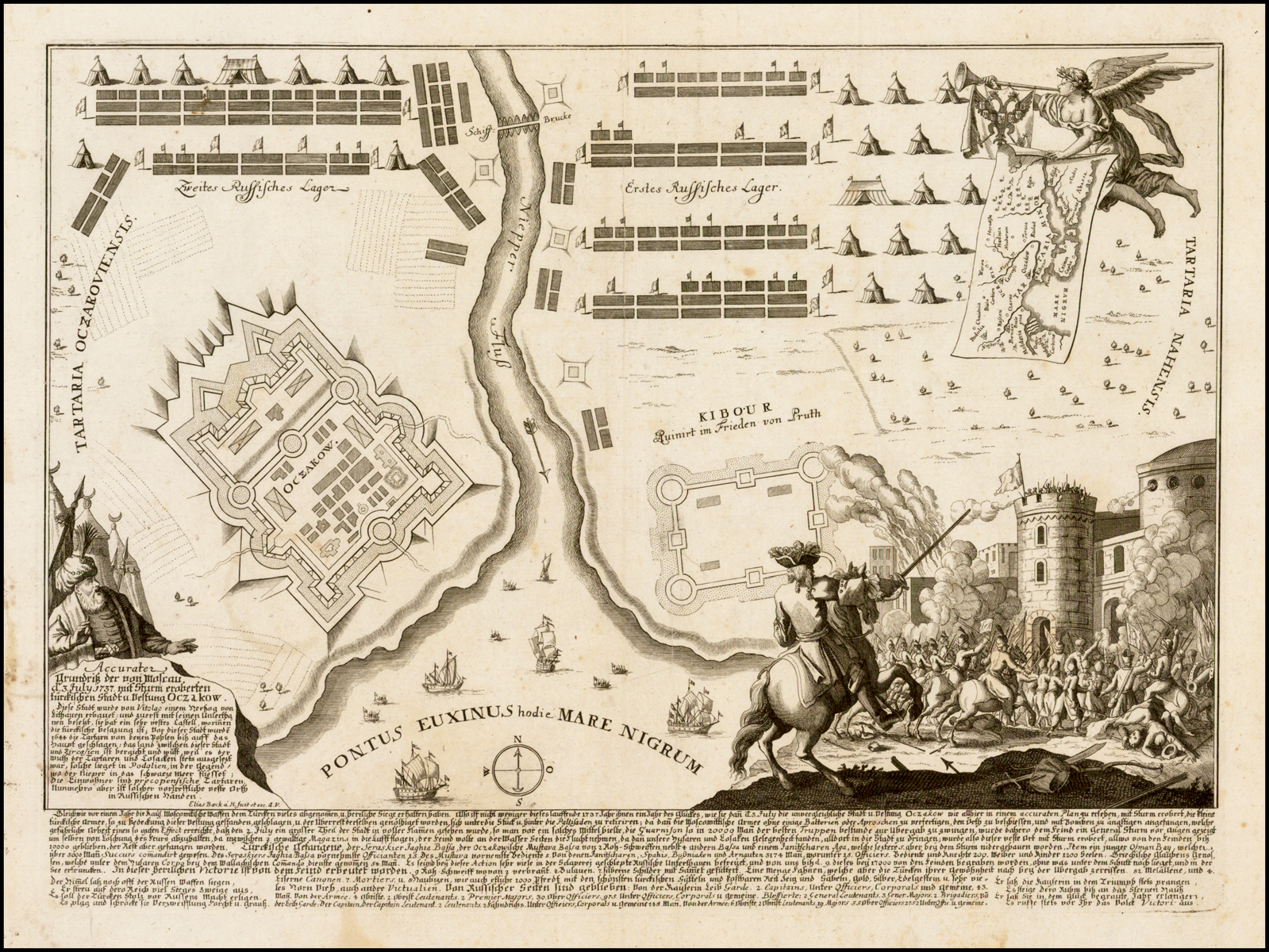
Взятие Очакова в 1737 году

В августе Россия, Австрия и Турция начали мирные переговоры в Немирове, оказавшиеся, однако, безрезультатными из-за несогласованности и чрезмерности требований союзников (чьи территориальные претензии пересекались в Молдавии и Валахии), а также неуступчивости турецких дипломатов.
В то время как Миних готовился овладеть Бендерами, турки осадили Очаков. Взять Очаков турки не смогли, однако поход Миниха был сорван.
Подобно предыдущим, кампания 1737 года благодаря климатическим условиям и скоплению всяких непорядков (казнокрадству, взяточничеству и разгильдяйству) в администрации войск стоила русской армии огромных потерь в людях; а вследствие падежа лошадей пришлось на обратном пути оставить часть артиллерии в Очакове и в устроенном на реке Буге укреплении Андреевском.
Союзникам, австрийцам, счастье тоже не благоприятствовало. Хотя была взята крепость Ужице и начата осада Зворника, Хевенхюллер отступил от Тимока, поэтому пути сообщения через долину Моравы в центр Австрии были потеряны, и имперская армия отступила из Сербии в конце года. Австрийцы завязали с турками мирные переговоры, к которым приступило и российское правительство. Ободрившийся неприятель предъявил, однако, такие требования, согласиться на которые признано было невозможным.

## Кампания 1738 года
Война возобновилась; но кампания 1738 года была неудачна для союзников. Миних со своей ослабленной армией, в пополнении которой ему было отказано, с большими затруднениями дошёл в начале августа до Днестра; но узнав, что по ту сторону реки стоит сильная турецкая армия и что в Бессарабии появилась чума, Миних решился на отступление. При переправе 30 июля (10 августа) через реку Белокиша, русские подверглись решительной атаке турок и крымских татар. Но, несмотря на неповоротливость боевого порядка того времени, русские отбили все атаки с потерями до 300 человек. Турки и татары потеряли свыше 1000 человек.
Поход Ласси в Крыму по опустошённым ещё в прошедшем году местам тоже был бедственным, так как на этот раз турецкий флот воспрепятствовал вице-адмиралу Бредалю доставлять сухопутной армии нужные припасы. Русские войска вынуждены были оставить Крым в конце августа. Ласси должен был ограничиваться обороной. Решено было вывести русские войска из Очакова и Кинбурна, где они быстро таяли из-за вспышки чумы.
Для австрийцев год этот был также несчастлив: одно поражение следовало за другим. Граф Йозеф Лотар фон Кёнигсегг-Ротенфельс, президент придворного военного совета, принял на себя верховное командование армией, хотя летом герцог Франц вернулся в армию. Имперская армия была теперь в обороне. В предыдущие годы османская армия была реформирована графом Клодом Александром де Бонневалем и стала более эффективной. С помощью улучшенной артиллерии османы постепенно отбили сербские крепости. В мае они вторглись в Банат и заняли Мехадию. В дальнейшем бои шли за более мелкие дунайские крепости. Кёнигсегг первоначально получил некоторые преимущества в Раце и Панчеве, но к концу года османы завоевали Мехадию, Оршову, Ада Кале, Семендрию и Учицу. Баварские полки, которые были запрошены императором в качестве вспомогательных войск, также приняли участие в этой кампании в более широком масштабе. Ряд всех этих неудач не повёл, однако, к заключению мира. Изменён был только план действий на будущую кампанию.

## Кампания 1739 года
Миниху разрешено действовать по личному усмотрению, и армия его была усилена. Составлен был новый план ведения войны в 1739 году. Были образованы две армии — одна, главная, должна была двинуться через Польшу к Хотину, другая, вспомогательная, в Крым и на Кубань. Первая под начальством Миниха в конце мая перешла польскую границу и в конце июля подошла к Пруту. Здесь у местечка Ставучан, возле Хотина, 17 (28) августа русское войско встретилось с османским 90-тысячным отрядом под начальством сераскира Вели-паши. Миних разбил турок наголову. Следом пал и Хотин, а 1 сентября русские войска вступили в Яссы, жители которых обязались содержать первый год 20 тысяч русского войска и подарили Миниху 12 000 червонных. Вообще, у населения Бессарабии русская армия нашла довольно сильное сочувствие и помощь.
Ход военных действий оказался очень неудачным для австрийцев: 80-тысячная турецкая армия Мохаммед-паши разбили их 40-тысячную армию графа Георга фон Валлиса 22 июля 1739 в сражении при Гроцке. Потеряв 5700 человек убитыми и 4500 ранеными, австрийцы отступили в Белград. 25 июля турки осадили Белград, вынудив австрийцев начать срочные переговоры о мире. Вскоре Австрия без уведомления России заключила отдельный мир с Турцией, по которому уступила последней Белград, Оршову и всю Сербию.

## Белградский и Нишский мирные договоры

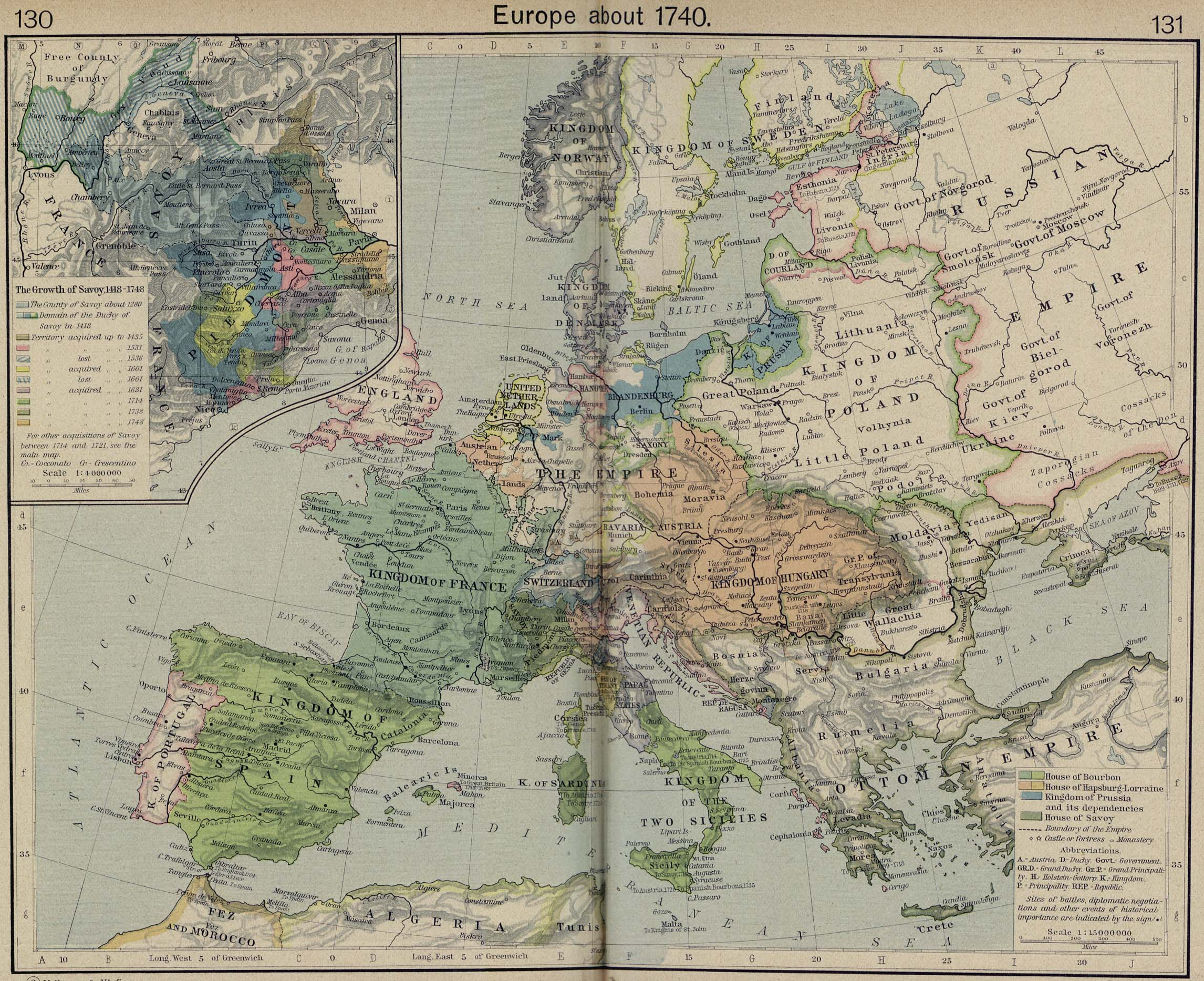
Европа в 1740 году

Желание всех трех враждующих сторон заключить мир было велико. Османы понесли тяжелые потери и поражения от русских. Император Габсбургов также потерпел поражение и собирался потерять Белград. Российская империя видела, что ей угрожает возобновление перевооружения Швеции, и хотела иметь возможность в ближайшее время перебросить свою армию на север. К тому же русская армия понесла в войне огромные потери — 120 тыс. человек. При этом только незначительная часть (9—10 %) погибших пала в боях; основная часть потерь — от болезней и дезертирства.
Посредничество между враждующими сторонами организовали французские дипломаты, традиционно поддерживавшие хорошие отношения с Портой. Россия через французского посла Л. де Вильнёва начала переговоры с Турцией о мире. 18 сентября 1739 года Габсбургская монархия и Османская империя заключили Белградский мир. Габсбурги были вынуждены уступить Малую Валахию (в современной Румынии), а также северную Сербию с Белградом и пограничную полосу в северной Боснии Османской империи и, таким образом, потеряла большую часть своих приобретений по Пассаровицкому миру от 21 июля 1718 года. 3 октября 1739 года был заключён мирный договор в Нише между Россией и Турцией. По договору Россия оставляла за собой Азов, но обязывалась срыть все находящиеся в нём укрепления. Кроме того, ей запрещалось иметь флот на Чёрном море, а для торговли на нём должны были использоваться турецкие суда. Таким образом, задача выхода к Чёрному морю практически не была решена.
Белградский и Нишский мирные договоры, по сути, сводили на нет результаты войны. Действовали фактически до заключения Кючук-Кайнарджийского мирного договора 1774 года.